# Léopold Caldani
Léopold Caldani, en latin Leopoldus Marcus Antonius Caldanius, de son nom complet en italien Leopoldo Marco Antonio Caldani, né à Bologne en 1725 et décédé en 1813 à Padoue, est un anatomiste et physiologiste italien. Il introduisit l'électricité pour étudier la physiologie du système nerveux.

## Biographie
Né à Bologne le 21 novembre 1725, Caldani арpartenait à une famille originaire de Modène. Il étudia à Bologne, reçut son diplôme en 1750.
Malgré sa jeunesse, il ne tarda pas à acquérir la réputation d’un praticien habile. Il fut admis parmi les membres de l'Académie des sciences de l'institut de Bologne et, en 1755, il devint professeur de médecine appliquée. C’est alors qu’il entr prit une longue série d’expériences pour vérifier les observations de Haller à l’égard des parties irritables et sensibles du corps. Mais les succès qu’il obtint comme professeur et comme expérimentateur lui suscitèrent des désagréments et le déterminèrent à quitter Bologne pour Padoue, où il devint professeur de médecine théorique à l'université.
Dix ans après, en 1771, il remplaça Morgagni dans la chaire d'anatomie de l'Université de Padoue. Caldani mourut à Paris le 30 décembre 1813

## Publications

Institutiones pathologicae

- Institutiones pathologicae (Padua, 1772, 1776; Leide, 1784; Venise, 1786; Naples, 1787)
- Institutiones physiologicae (Padua, 1773, 1778; Leide, 1784; Venise, 1786; Naples, 1787)
- Institutiones semeioticae (Padua, 1808)
- Icones anatomicae, 5 vol., ou Explicatio iconum (Venise, 1801–13)